# 金錫祜
金 錫祜（キム・ソッコ、朝鮮語: 김석호、1897年8月22日 - 1960年8月4日）は、日本統治時代の朝鮮および大韓民国の教員、公務員、ジャーナリスト、実業家、政治家。済州新報社長、朝天面副面長、済州邑副邑長、済州邑会議員、第3代韓国国会議員を歴任した。
本貫は金海金氏。号は海隠（ヘウン、해은/海隱）。

## 経歴
済州道北済州郡出身。郷里の漢学者金錫琮の元で漢学を学んだ後、1916年に済州農業学校（現・済州高等学校）を卒業した。1922年に朝天公立学校の教員となり、1932年4月に朝天面副面長、1935年9月に済州邑副邑長を務めた。1920年代には朝天面出身の社会主義者の金明植の影響を受け、済州青年連合会の執行委員などを務めた。光復後は五賢学園の常務理事を務め、1951年8月31日に五賢高等学校を設立した。また、1945年10月には済州新報を創刊し、代表理事・社長・発行人・編集者などを務め、1962年までの18年間に新聞社の経営に関わった。1954年の第3代総選挙では北済州甲選挙区から無所属の国会議員に当選し、すぐに自由党に入党した。議員退任後の1959年9月に再び済州新聞社の社長となったが、翌年の1960年8月4日、腎病の療養中に死去した。他には済州教育委員会議長、済州商工会議所会長、済州農産組合組合長、済州酒造組合理事、済州邑会議員、栄山浦大同化学工業株式会社社長などを務めた。
なお、金の没後の5・16軍事クーデターの後の1962年、朴正煕政府の新聞政策により済州新報は済民日報と統合され、済州新聞となった。

### 済州島四・三事件
済州新報は済州島四・三事件当時、20日余り休刊したが、事件当時に発行されていた済州島内唯一の新聞であった。事件中の1948年8月、別人名義の布告文と談話文を印刷した同社の編集局長は同年10月に軍部により処刑された。1948年10月に戒厳令が頒布されたため、済州新報は憲兵隊の検閲を毎日受けることになった。1949年初、西北青年団の金在能一派は済州新報を強制接収した過程において、社長として抗議する金をコンクリートの床に倒して暴行を加えた。1949年10月の戒厳令解除により、新聞社の経営権を回復され、金は再び済州新報の経営を行うようになった。なお、四・三事件前年の1947年3月1日に済州邑で発生した三一節発砲事件で、長男は済州新報の記者として現場にいた。

## 活動
国会議員時代の1955年には済州邑を済州市へと昇格させる法案を発議し、多数の議員の賛成票をもらって通過させたが、1956年8月に政府と自由党は対抗案の廃道案（済州島を全羅南道に帰属させる案）を秘密裏に提起した。それを知った金は国会政策委審議委員会に強く抗議しながら、済州新報を通じて済州道民に廃道案があると知らせた。結局済州島内で廃道案に反対する島民は道制廃止反対推進委員会などの反対団体を結成するなど、激しい抗議運動を行ったため、国会内で廃道案を否決させた。